# Temple de Trégouzel
Le temple de Trégouzel, dit aussi de Trogouzel, est un fanum dont les ruines sont mises au jour au XIXe siècle sur l'actuel site archéologique de Trégouzel, situé dans les environs de Ploaré à Douarnenez (Bretagne, France).
Trois, sans doute même quatre, bâtiments se succèdent au même emplacement entre l'époque de La Tène et la fin du IVe siècle apr. J.-C. ; le dernier temple semble alors abandonné comme édifice cultuel. Ses vestiges sont classés comme monuments historiques en 1980.

## Contexte géographique et historique
La baie et la ville de Douarnenez sont, dans l'Antiquité, un important pôle de production de sel, de salaisons et de fabrication du garum. Douarnenez se situe en outre au centre d'un réseau dense de voies dont, l'une, au sud de la ville moderne et d'orientation est-ouest, relie Quimper au cap Sizun,.
Au XIXe siècle, trois temples antiques sont identifiés autour de la baie de Douarnenez mais celui de Trégouzel est le seul qui subsiste. Il est situé au nord de cette voie et s'inscrit dans un site archéologique dépassant largement son emprise, mais dont l'existence est révélée par un abondant mobilier témoignant d'une occupation sur plusieurs siècles.

## Historique des recherches

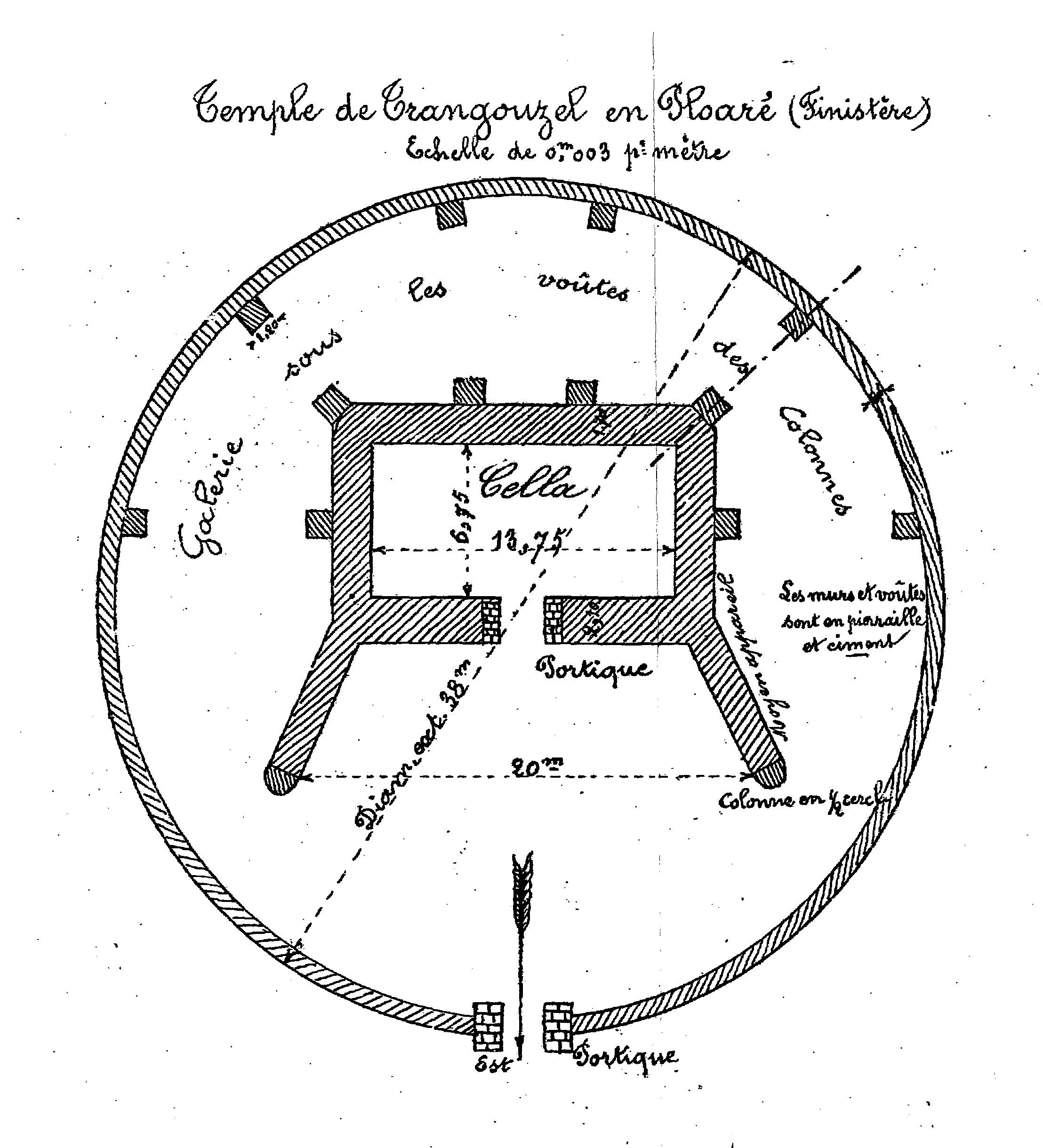
Reconstitution par Halna du Fretay.

Maurice Halna du Fretay est le premier à fouiller les vestiges du temple en 1894. Il en propose une restitution sous la forme d'un monument à cella rectangulaire (18,75 m de largeur) entourée par une galerie circulaire (38 m de diamètre) dont une partie est reliée à la cella par des voûtes.
Les fouilles sont reprises entre 1978 et 1984 par Michel Clément, d'abord dans l'urgence avant un aménagement routier, puis dans le cadre d'un programme. Parmi les avancées enregistrées, les recherches démontrent l'inexactitude du plan de Halna du Fretay ; Clément propose un nouveau plan du fanum avec une cella sans doutes octogonale de très grande dimension entourée d'une galerie de même forme, l'ensemble pouvant mesurer de 40  à   45 m. Des fouilles, menées préventivement en raison du projet de construction d'une route, sont conduites sur le site en 1999. Si l'emplacement du temple lui-même n'est pas concerné, un important mobilier est mis au jour à une centaine de mètres plus à l'est, démontrant l'étendue du site archéologique.
En 2018, des prospections géophysiques réalisées confirment le plan d'ensemble du temple proposé par Michel Clément, et mettent en évidence la présence d'une voie antique longeant le temple, sans doute celle allant de Quimper au cap Sizun. Cette même étude révèlent aussi la présence de structures montrant que le site est fréquenté depuis le IIe siècle av. J.-C. jusqu'à la fin du IVe siècle apr. J.-C..
Le « temple » gallo-romain est classé au titre des monuments historiques, le 28 janvier 1980.

## Description et chronologie

États successifs du sanctuaire.

Le site est occupé dès l'âge du fer, comme en témoignent des stèles, deux nécropoles et un trésor de monnaies gauloises. Dans l'Antiquité, c'est l'environnement du sanctuaire qui est fréquenté, le long de la voie romaine.
Le temple lui-même présente quatre états successifs correspondant à quatre monuments, dont la fonction cultuelle est probable mais ne peut pas être affirmée.

### Premier état: construction en bois laténienne
Les plus anciens indices d'occupation du site sont des fragments de céramique datant de La Tène moyenne (IVe siècle av. J.-C.). Un édifice en bois imposant, dont subsistent quelques trous de poteau de fort diamètre, est construit au plus tard au IIe siècle av. J.-C. Ce bâtiment, peut-être un premier édifice cultuel, est victime d'un incendie à la fin du IIe siècle av. J.-C. ou au tout début du siècle suivant.

### Deuxième et troisième états: édifices maçonnés julio-claudiens
Les vestiges de deux édifices sont fugitivement aperçus à la faveur de la campagne de fouilles 1978. Un premier bâtiment, d'époque augustéenne, consiste en un mur de pierres sèches et un sol en mortier. Se superpose, vers les années 40 à 90, un édifice de forme rectangulaire qui semble ouvert à l'est. Ces deux constructions sont elles-mêmes édifiées à l'emplacement de la structure laténienne.

### Quatrième état: temple monumental flavien

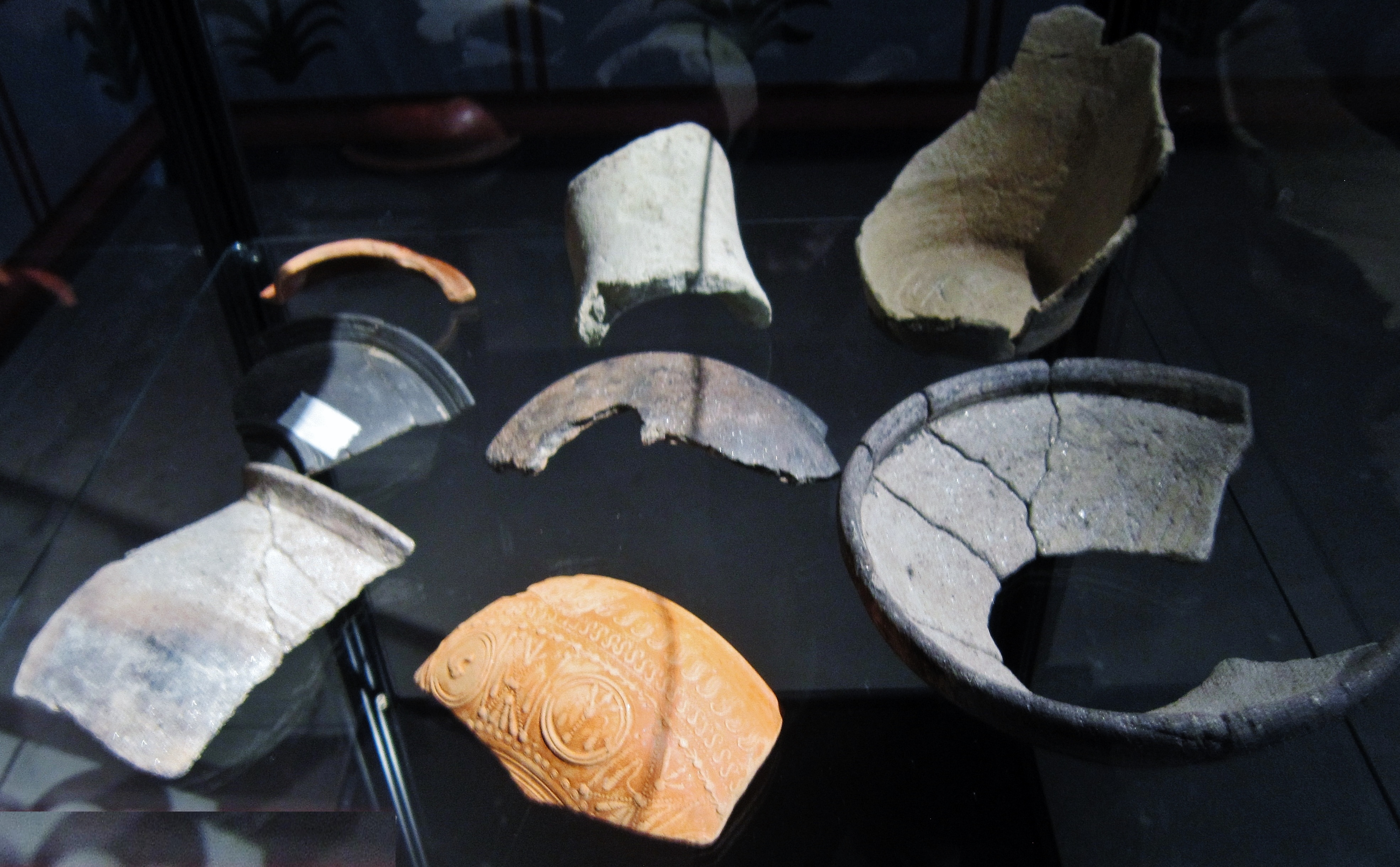
Céramiques du Haut-Empire trouvées sur le site du temple.

Vers la fin du Ier siècle, après le début du règne de Domitien, le temple est entièrement rebâti. Il se présente alors sous la forme d'une cella octogonale avec une galerie concentrique. Le monument est ouvert au nord. Au sud, la galerie est interrompue par la présence d'une salle rectangulaire — il s'agit de la structure que Halna du Fretay interprétait, au XIXe siècle, comme la cella tout entière.
La forte épaisseur des murs de la cella (2 m) suggère que cette dernière devait atteindre une hauteur importante, peut-être 20 m. Aucune trace tangible de fréquentation du temple aux IIe et IIIe siècles n'existe ; l’hypothèse de son effondrement accidentel peu après sa construction est posée mais cet accident a tout aussi bien pu se produire beaucoup plus tard.

### Abandon et récupération
Des monnaies de Constance II indiquent une réoccupation du site vers le milieu du IVe siècle. Après son abandon définitif, les structures du temple semblent faire l'objet d'une récupération systématique de ses pierres jusqu'à la base des murs.